# Литература Панамы
Литература Панамы создаётся преимущественно на испанском языке. Из-за историко-политических особенностей активное развитие литературы в Панаме началось только в XIX веке.

## История

### Ранняя история
Свидетельств о доколониальной литературе в Панаме не сохранилось. Первые письменные свидетельства дошли до наших дней из времён открытия Панамы европейцами. Так, Колумб в 1503 году в своём письме из четвёртого плавания описывает территории, которые впоследствии и стали Панамой. В 1515 году Васко Нуньес де Бальбоа также описывал красоты этих мест в своём письме. Тем не менее, в колониальный период литература в Панаме почти не развивалась, немало этому поспособствовала введённая Испанией строгая литературная цензура для Нового Света.
Среди тех, кто в ранний колониальный период жил или путешествовал через Панаму и оставил свои описания разных аспектов жизни перешейка, можно назвать Бернардо де Варгаса Мачугу (1555—1621), Хуана де Мирамонтес-и-Суасола, Пабло Креспилло де Овалье (1595—?), Лукаса Фернандеса де Пьедраита (1624—1688) и Фернандо де Риберу (1591—1646).
Первым панамским литературным произведением обычно называется написанная в 1809 году в Пенономе пьеса Виктора де ла Гуардия-и-Аяла «Мировая политика» (исп. La Política del Mundo). Это написанная в стихах трагедия из трёх актов, в которой осуждается вторжение Наполеона в Испанию.
Из других писателей XVIII века стоит отметить Мануэля Хосе де Айялу (1728—1805) и Себастиана Лопеса Руиса (1741—1832).

### XIX век. Романтизм

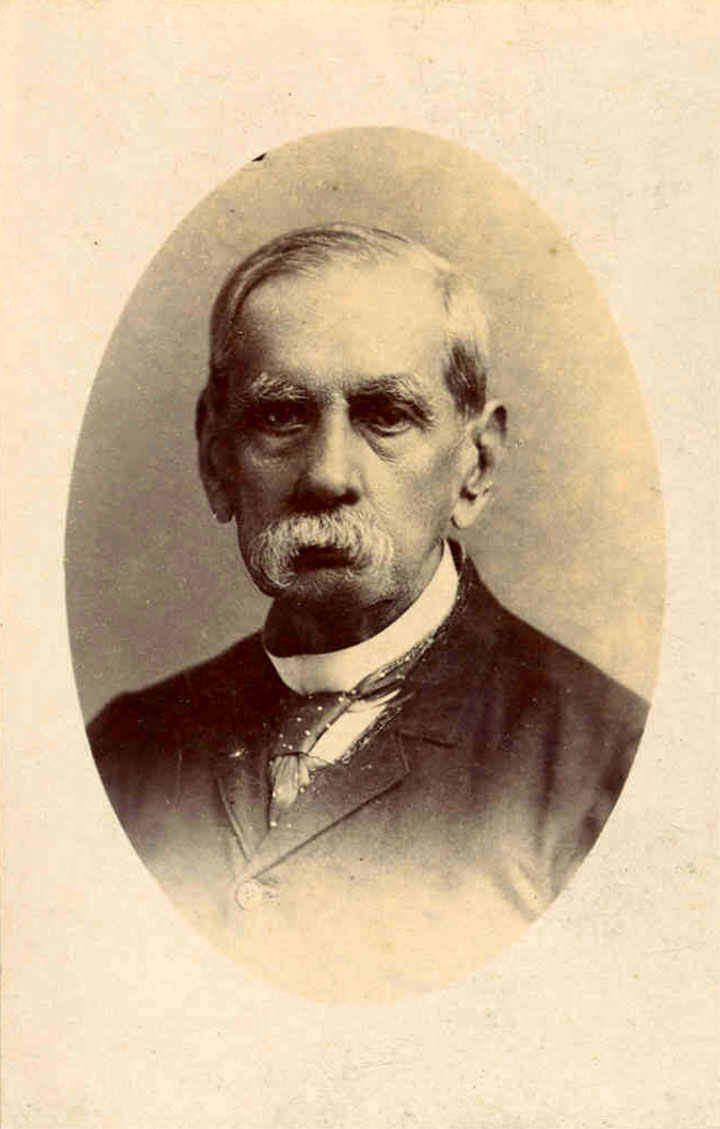
Поэт Хусто Аросемена, известный как «отец нации»

После войны за независимость, в 1821 году образовалась Великая Колумбия, которая впоследствии распалась на несколько государств. Находившаяся в её составе территория Панамского перешейка провозгласила независимость только в 1903 году, поэтому в первой половине XIX века литература Панамы развивалась в русле колумбийской литературы.
Развитие территории Панамы, в частности, строительство здесь железной дороги, подняли национальное самосознание панамцев, что, помимо прочего, поспособствовало началу развития самостоятельной панамской литературы уже со второй половины XIX века. Среди значимых литераторов этого периода следует назвать поэтов Мариано Аросемена и его сына, Хусто Аросемена.
Также в странах региона в это время набирает популярность романтизм, что отражается и в литературе Панамы, где он, в силу упомянутых особенностей, переплетается с политическими и историческими темами. В 1845 году в Панаме создаётся Общество любителей просвещения, из которого вышли многие поэты-романтики. Среди поэтов этого направления: Томас Мартин Фёйе, Амелия Дени де Икаса, Хосе Мария Алеман, Мануэль Хосе Перес и Хиль Колунхе. Последний также создавал исторические романы.
В 1866 году поэт и журналист Мануэль Гамбоа (1840—1882) начал выпускать первую в Панаме литературную газету «El céfiro» (с исп. — Зефир), в газете также начала публиковаться литературная критика.

### Модернизм
В конце XIX — начале XX веков в панамской литературе набирает силу модернизм, в числе первых представителей которого был поэт Гильермо Андреве. В это же время в 1903 году Панама обретает государственную независимость. Панамские писатели-модернисты следовали примерам своих французских коллег, парнасцев и символистов. Поэтесса Николь Гарай, чей сборник стихов вышел посмертно, была близка к импрессионизму.
Важными для этого периода писателями являются: Дарио Эррера, Саломон Понсе Агилера, Леон Антонио Сото, Мария Олимпия де Обальдия, Пабло Аросемена, Белисарио Поррас Барахона, Рикардо Миро, Гаспар Октавио Эрнандес и другие. Крупнейший панамский поэт Р. Миро основал в 1907 году журнал «Nuevos Ritos», а Г. О. Эрнандес — целый ряд изданий, в связи с чем его фигура Эрнандеса стала символом национальной журналистики.

### Современность

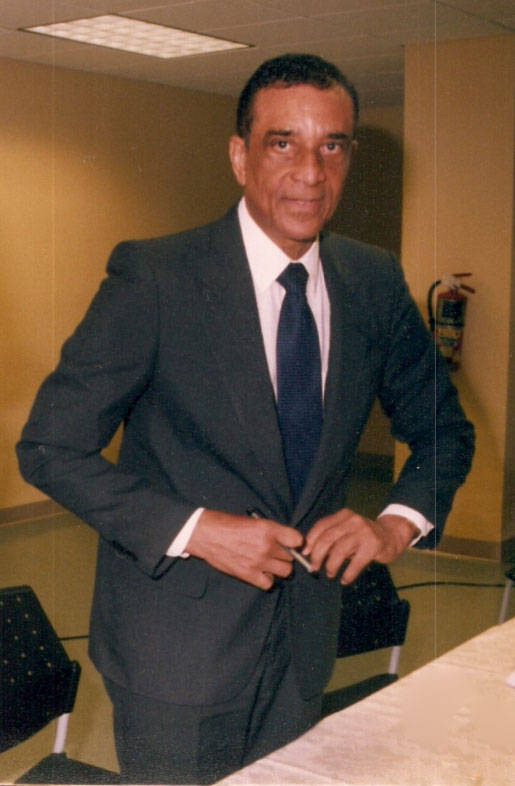
Писатель Хусто Арройо

Мексиканская революция и Первая мировая война оказали своё влияние на развитие панамской литературы в 20—30-е годы. Литераторы разделились по разным направлениям: сюрреализмом увлеклись поэты Рикардо Хулио Бермудес, Роке Хавьер Лауренса и Тобиас Диас Блайтри, авангардом — Рохелио Синан, на творчестве которого также отобразился интерес к психоанализу.
Среди других поэтов этого времени Деметрио Корси, Деметрио Эррера Севильяно, Хосе Антонио Монкада Луна; среди прозаиков Игнасио де Хесус Вальдес, Хосе Уэрта, Хосе Мария Нуньес, Мариэла Аро Родригес, Хил Блас Техейра и другие.
После Второй мировой войны активно начинают работать Карлос Франсиско Чанг Марин, Энрике Чуэс, Диана Моран, Ренато Осорес, Хосе Мария Санчес, Сесар Аугусто Канданедо, Хосе де Хесус (Чучу) Мартинес, Берталисия Перальта, Бенхамин Рамон, Димас Лидио Питти, Рамон Эберто Хурадо, Тристан Соларте, Хусто Арройо, Луисита Агилера Патиньо и другие. 
Многие из них играют важную роль в общественно-политической жизни: Чучу Мартинес — как помощник руководителя страны Омара Торрихоса, Чанг Марин — как член Народной партии Панамы, Рамон Хурадо — как руководитель студенческого движения, Эрасто Рейес — как троцкистский активист, Глория Гуардиа — как сторонница никарагуанских сандинистов, Хоакин Беленьо — как обличитель транснациональных корпораций в своём творчестве.
С 1942 года в Панаме вручается Литературная премия имени Рикардо Миро, с 1996 года — Центральноамериканская литературная премия имени Рохелио Синана.